# Sigga
Sigga, pseudonimo di Sigríður Beinteinsdóttir (Reykjavík, 26 luglio 1962), è una cantante islandese.
Ha partecipato all'Eurovision Song Contest in rappresentanza dell'Islanda in tre occasioni: nel 1990 come membro del duo Stjórnin insieme a Grétar Örvarsson con il brano Eitt lag enn, nel 1992 come membro del gruppo Heart 2 Heart con il brano Nei eða já e nel 1994 da solista con il brano Nætur.